# Sikkelvlekmot
De sikkelvlekmot (Dolicharthria punctalis) is een vlinder uit de familie grasmotten (Crambidae). De spanwijdte van de vlinder bedraagt tussen de 20 en 25 millimeter. De soort komt voor in Midden- en Zuid-Europa. De soort overwintert als rups.

## Waardplanten
De sikkelvlekmot heeft centaurie, weegbree, klaver, bijvoet en groot zeegras als waardplanten.

## Voorkomen in Nederland en België
Van de sikkelvlekmot noemt Kuchlein in 1993 in Nederland twee waarnemingen, één in de buurt van Woerdense Verlaat in 1970 en één in een partij geïmporteerde Fritillaria persica uit Turkije. Uit België zijn geen waarnemingen bekend. Elders vliegt de soort in één of twee generaties van mei tot september.